# 北上市立南中学校
北上市立南中学校（きたかみしりつ みなみちゅうがっこう）は、岩手県北上市相去町滝の沢に所在する公立の中学校。

## 概要
北上市立南小学校と鬼柳小学校の出身者が進学する。北上総合運動公園の近くに位置していることから、学校行事で運動公園を訪れることが多い。全校生徒は2009年度で約450名。
部活動では、2008年にサッカー部が全国大会出場した実績と、2010年には県大会優勝した実績がある。
市内に社会貢献を行っており、その一環として冬季には生徒から集めたお金でパンを購入し、白鳥に餌を与える活動を実施している。
2011年に新たな校舎が誕生した。新校舎には、エレベーターを設けているなど、県内でも最新式の校舎である。

## 学校行事
- 4月 入学式 校内実力テスト 修学旅行（三年）
- 5月 体育祭
- 6月 中間テスト
- 7月 期末テスト 夏期休業
- 8月 校内実力テスト
- 9月
- 10月 文化祭
- 11月
- 12月 冬期休業
- 1月 校内実力テスト
- 2月
- 3月 卒業式 離任式 春季休業

## 進学実績
卒業生のほとんどが岩手県立黒沢尻北高等学校、専修大学北上高等学校などに進学している。また、岩手県立盛岡第一高等学校、盛岡中央高等学校などの学区が遠い高校に進学するケースもある。

## 授業内容
授業内容は通常の授業の他に資格修得授業があり、希望する生徒に対応している。

## 部活動

### 運動部
- 陸上部
- 野球部
- サッカー部
- ソフトテニス部
- バレー部
- バスケットボール部
- バドミントン部
- 卓球部
- 柔道部
- 剣道部
- 水泳部

### 文化部
- 吹奏楽部
- 美芸部